# Suposo que l'amor és això
Suposo que l'amor és això és el tercer àlbum d'estudi de la formació musical santandreuenca Ginestà. Va ser publicat el 2 d'abril de 2022 per Kasba Music i el precedeix Ginestà (2019). L'àlbum conté deu cançons, és considerat de gènere indie pop i la temàtica al voltant de la qual gira és l'amor romàntic.

## Llista de cançons
| Núm.          | Títol                        | Durada |
| ------------- | ---------------------------- | ------ |
| 1.            | «Ulls d'avellana»            | 4:09   |
| 2.            | «L'Eva i la Jana»            | 4:24   |
| 3.            | «Avisa'm»                    | 3:33   |
| 4.            | «Una cita»                   | 3:20   |
| 5.            | «Vull saber de tu»           | 3:20   |
| 6.            | «És que m'agrades molt»      | 3:37   |
| 7.            | «Ara és estiu cada desembre» | 3:21   |
| 8.            | «L'últim ball»               | 4:07   |
| 9.            | «Somni»                      | 4:10   |
| 10.           | «Això s'acaba aquí»          | 2:47   |
| Durada total: | Durada total:                | 36:53  |